# 埃斯帕尼亚克-圣厄拉利
埃斯帕尼亚克-圣厄拉利（法語：Espagnac-Sainte-Eulalie，法語發音：[ɛspaɲak sɛ̃t ølali]）是法国洛特省的一个市镇，位于该省东部，属于菲雅克区。该市镇于1790-1794年间由埃斯帕尼亚克（Espagnac）和圣厄拉利（Sainte-Eulalie）两地合并而成。

## 地理
埃斯帕尼亚克-圣厄拉利（44°35'33"N, 1°50'27"E）面积9.75 平方千米，位于法国奧克西塔尼大區洛特省，该省份为法国西南部内陆省份，北起顺时针与科雷兹省、康塔爾省、阿韦龙省、塔恩-加龙省、洛特-加龍省和多尔多涅省接壤。
与埃斯帕尼亚克-圣厄拉利接壤的市镇（或旧市镇、城区）包括：贝迪埃、布朗格、科恩、格雷兹。
埃斯帕尼亚克-圣厄拉利的时区为UTC+01:00、UTC+02:00（夏令时）。

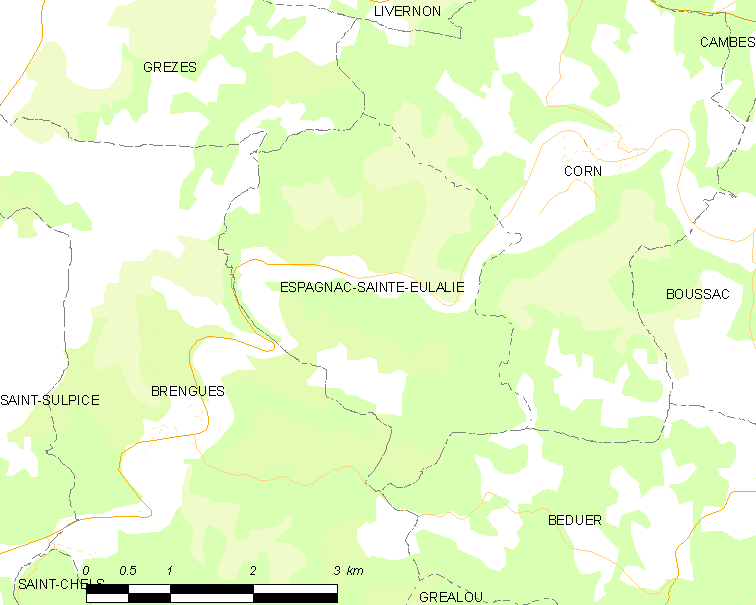
埃斯帕尼亚克-圣厄拉利的OSM定位图

## 行政
埃斯帕尼亚克-圣厄拉利的邮政编码为46320，INSEE市镇编码为46093。

## 政治
埃斯帕尼亚克-圣厄拉利所属的省级选区为科斯与谷地县。

## 人口
埃斯帕尼亚克-圣厄拉利于2022年1月1日时的人口数量为92人。

1962-2008年间埃斯帕尼亚克-圣厄拉利人口变化图示